# Eric Dolphy
Eric Allan Dolphy (* 20. Juni 1928 in Los Angeles; † 29. Juni 1964 in West-Berlin) war ein US-amerikanischer Jazzmusiker und wichtiger Wegbereiter der Jazz-Avantgarde der 1960er Jahre. Als Multiinstrumentalist spielte Dolphy Querflöte, Bassklarinette, Altsaxophon sowie Klarinette. Außerdem komponierte und arrangierte er. Als besondere Leistung neben seinen Improvisationen und Kompositionen gilt die Etablierung der Bassklarinette als Instrument im Jazzrepertoire.

## Leben und Wirken
Dolphy begann mit neun Jahren Klarinette zu spielen. Mit 13 erhielt er ein zweijähriges Stipendium für die Southern California School of Music, wo er erstmals mit Jazz in Berührung kam. Danach nahm er Privatunterricht bei einer klassischen Flötistin und bei Lloyd Reese. Er spielte unter anderem mit Charlie Parker und ab 1948 in Roy Porters Big Band, mit der er 1949 auch Aufnahmen machte, allerdings nicht als Solist. 1949 bis 1953 leistete er seinen Militärdienst in der Armee in Fort Lewis (Washington), wo er Mitglied der Big Band war, aber auch am US Naval College of Music studierte und mit dem Tacoma Symphony Orchestra spielte. Nach dem Ende seiner Militärzeit arbeitete er mit Musikern wie Gerald Wilson, Buddy Collette und Eddie Beal, lernte 1954 Ornette Coleman und John Coltrane kennen und begann sich für die Bassklarinette zu interessieren. Von 1954 bis 1956 leitete er eine eigene Band, bevor er sich 1958 dem populären Chico Hamilton Quintett anschloss, mit dem er im Juli 1958 beim Newport Jazz Festival begeisterte Kritiken erntete. 1959 zog Dolphy nach New York, wo er 1960 Mitglied der Band des Bassisten Charles Mingus wurde. Mit ihr trat er 1960 auf dem Jazzfestival in Antibes auf. Die Aufnahmen mit der Mingus-Band zeigen ihn als brillanten Solisten; ähnlich auch im Track Stormy Weather auf dem Album Mingus. Im selben Jahr war er auch an Ornette Colemans wichtigem Album Free Jazz beteiligt.
Mit Veröffentlichungen unter eigenem Namen wie Outward Bound, Out There und Far Cry (alle 1960) wurde Dolphy einer der meistdiskutierten Jazzmusiker. 1961 stand er an der Spitze der New Star Polls von Down Beat für Altsaxophon und 1962/1963 für Bassklarinette und Flöte. 1961 spielte er im Sextett von George Russell (Album Ezz-Thetics 1961) sowie mit John Coltrane im Village Gate (Evenings at the Village Gate), wenig später bei den Village Vanguard Sessions 1961 und auf Africa Brass, für das er auch arrangierte. Er leitete ein Quintett mit dem Trompeter Booker Little (Liveaufnahmen im Five Spot 1961). Im August/September 1961 tourte Dolphy in Europa, wo er nicht mit eigener Band, sondern mit europäischen bzw. „exilierten“ Musikern wie Benny Bailey auftrat, dokumentiert etwa auf dem Album Berlin Concerts (später auf Enja erschienen). Seit 1960 war er regelmäßig an den Third-Stream-Konzerten von Gunther Schuller und John Lewis beteiligt, mit denen er auch im Rahmen des Orchestra U. S. A. zusammenarbeitete. Dolphy kooperierte auch mit Gil Evans und Oliver Nelson (Screaming the blues). 1964 erschien sein Klassiker Out to Lunch!, sein erstes und einziges Blue-Note-Album, auf dem er mit der Besetzung Freddie Hubbard, Tony Williams, Richard Davis und Bobby Hutcherson spielte.
Im April 1964 tourte Dolphy wieder mit Mingus in Europa. Auf dem Tourplan standen u. a. Paris (Liveaufnahmen im Théâtre des Champs-Élysées), Stockholm, Amsterdam, Stuttgart, Wuppertal und Zürich. In Bremen kam es beinahe zum Bruch mit Mingus wegen dessen aufbrausenden Gebarens (er beschimpfte das Publikum als Nazis). Dolphy distanzierte sich öffentlich von Mingus und kündigte an, die Band zu verlassen. Er hatte vor, sich mit seiner Verlobten in Paris niederzulassen und setzte auch nach Tourende seine Auftritte in Europa fort. Eine seiner letzten Aufnahmen machte er am 2. Juni 1964 in Hilversum mit dem Trio von Misha Mengelberg. Ein weiterer – später entdeckter – Mitschnitt zeigt ihn am 11. Juni in Paris, wo er mit Jack Diéval, Donald Byrd, Jacques B. Hess, Franco Manzecchi und Nathan Davis auftrat. Diese Besetzung ist auch im Film Eric Dolphy – the Last Date von Hans Hylkema (1991) zu sehen. Ein Engagement zur Eröffnung eines Jazzclubs in West-Berlin (der Tangente in der Bundesallee) mit dem Trio von Karl Berger am 27. Juni konnte er nicht spielen. Er erlitt während des Konzerts einen Zusammenbruch und wurde in das Achenbach-Krankenhaus in Wilmersdorf eingeliefert. Überraschend starb er zwei Tage später aufgrund von Komplikationen einer bis dahin nicht diagnostizierten Diabetes-Erkrankung. Zwei Monate nach seinem Tod wurde er in die Down Beat Hall of Fame aufgenommen. Dolphys Mutter schenkte John Coltrane, sozusagen als Vermächtnis, Flöte und Bassklarinette ihres Sohnes.
Dolphy hat zahlreiche bedeutende Musiker beeinflusst, so etwa Frank Zappa.

## Würdigungen
„Im Rückblick könnte man fast meinen, Eric Dolphy sei eine überirdische Erscheinung gewesen, kein Mensch aus Fleisch und Blut. Wie aus dem Nichts tauchte er 1959 auf der Jazzszene von New York auf, ein vollendeter Musiker mit [...] explodierender Expressivität und klarer, mutiger Vision. [...] Doch nach nur einem halben Jahrzehnt verschwand dieser Eric Dolphy wieder aus der Welt, getötet von einer mysteriösen Krankheit. Zurück blieb die Ahnung einer höheren, unverstandenen Wirklichkeit des Jazz.“

## Diskografie (Auswahl)
- Outward Bound (1960)
- Here and There (1960)
- Out There (1960)
- Far Cry (1960)
- At the Five Spot|Live! at the Five Spot, Vol. 1 und 2 (1961)
- Eric Dolphy and Booker Little Memorial Album (1961)
- Berlin Concerts (1961)
- Eric Dolphy in Europe, Vol. 1, 2 und 3 [live] (1961)
- Vintage Dolphy (1962/1963)
- Musical Prophet: The Expanded 1963 New York Studio Sessions (1963, ed. 2018)
- Out to Lunch! (1964)
- Last Date (1964)
- Unrealized Tapes (1964)